# جشنواره بین‌المللی فیلم کورک
جشنواره بین‌المللی فیلم کورک (ایرلندی: Féile Scannán Chorcaí)، (انگلیسی: Cork International Film Festival) یا جشنواره فیلم کورک یک جشنواره فیلم بین‌المللی است که از ۱۹۵۶ در نوامبر هر سال در کورک ایرلند برگزار می‌شود. جشنواره کورک یکی از قدیمی‌ترین و بزرگ‌ترین جشنواره‌های فیلم در ایرلند است.
جشنواره فیلم کورک در بخش‌های سینمای جهان، فیلم مستقل، فیلم مستند و فیلم کوتاه برگزار می‌شود. بخش مرور آثار سینمای ایرلند از مهم‌ترین بخش‌های دیگر این جشنواره فیلم است.